# 冠菱
冠菱（学名：Trapa litwinowii）为千屈菜科菱属的植物。分布于日本、俄罗斯以及中国大陆的黑龙江、西藏、吉林、江西等地，生长于海拔200米的地区，目前尚未由人工引种栽培。

## 异名
- Trapa litwinowii V. Vassil var. chihuensis S. F. Guan et Q. Lang